# Жозе, принц Бразильский
Жозе, принц Бразильский (порт. José Francisco Xavier de Paula Domingos António Agostinho Anastácio de Bragança; 20 августа 1761, Дворец Ажуда — 11 сентября 1788, Лиссабон) — наследник трона Португалии из династии Браганса. Старший сын короля Португалии Педру III и его жены Марии I.

## Биография
Родился в дворце Ажуда 20 августа 1761 года в семье короля Португалии Педру III и его жены Марии I (которая приходилась мужу также племянницей). Был назван в честь деда-дяди Жозе I, который на момент его рождения был королём Португалии.
Умер 11 сентября 1788 года от оспы. Похоронен на королевском кладбище Браганса.
После его смерти наследником престола стал его младший брат Иоанн.

## Семья
21 февраля 1777 года в 15 лет женился на своей тридцатилетней тетке Бенедикте Португальской. В браке у пары детей не было, однако было две беременности и соответственно два выкидыша (в 1781 и 1786).

## Титулы
- 20 августа 1761 — 24 февраля 1777 — Его Королевское Высочество принц Бейра, герцог Барселуш
- 24 февраля 1777 — 11 сентября 1788 — Его Королевское Высочество принц Бразилии, герцог Браганса